# 格利泽667Cc
格利泽667Cc是一颗围绕恒星格利泽667C公转的系外行星，格利泽667C是格利泽667三合星系统个成员之一。Gliese 667 Cc最小的质量可能为地球质量的4½，最高可能为地球质量的9倍。
格利泽667 Cc（也称为GJ 667Cc或HR 6426Cc）是距离太阳较近（22.7光年）的三合星系统（Gliese 667）的成员，位于天蝎座。格利泽667 Cc最先由欧洲南方天文台的高精度径向速度行星搜索器使用径向速度法（多普勒方法）发现，并于在2011年11月21日先期发布声明。2012年2月2日，哥廷根大学和 卡内基科学研究所发布了相关的论文。
恒星Gliese 667 C拥有至少7颗行星，其中三颗为岩石行星（包括Gliese 667 Cc）位于适居带。Gliese 667 Cc位于适居带的内边缘。其轨道半长轴只有0.1251天文单位。Gliese 667Cc上的一年只有28.155地球日。Gliese 667Cc和地球有85%的相似度。根据母星Gliese 667 C的热光度，Gliese 667 Cc接收到的光相当于地球的90%。但其中大部分电磁辐射为不可见的红外线。根据黑体温度计算方式，Gliese 667 Cc吸收了更多的电磁辐射，使其表面温度（277.4K）比地球（254.3K）稍高，更加接近适居带的“热”边缘。 